# Generalissimus
Generalissimus  (lat. generalissimus - najglavniji) je vojni čin najvišega stupnja. Povijesno su ovaj čin nosili vojni zapovjednici koji su vodili čitavu vojsku ili sve oružane sile, a bili su podređeni samo poglavaru države. Danas se ovaj naslov ponekad pridaje vojnim časnicima koji su putem vojnog puča preuzeli vlast i poništili prethodne ustavne mehanizme kako bi zadržali vlast uz pomoć vojne hijerarhije.
U povijesti je više diktatora samima sebi dodijelilo ovaj naslov ili su ga uključili među svoje službene naslove. Tako je španjolski diktator Francisco Franco nosio naslov Generalísimo de los Ejércitos Españoles (španj. Generalisimus španjolskih vojski) što ga je činilo vrhovnim zapovjednikom španjolske kopnene vojske, mornarice i zrakoplovstva. Josif Visarionovič Staljin također je nosio ovaj naslov od završetka Drugog svjetskog rata, ili točnije od 27. lipnja 1945. Kineski vođa Čang Kaj-šek također je neslužbeno nosio ovaj naslov.